# 类金属
类金属是兼有一定金属性和非金属性的元素；此术语是用来分类化学元素的化学名词。
元素周期表上的化学元素幾乎都可以依據其物理與化学特性被分类为金属或非金属；但也有一些特性介于金属与非金属之间的元素，即类金属。一般將硼、矽、锗、砷、锑、碲等6種位於金屬和非金屬分界線左右的元素视为类金属，釙和砈有時亦被歸於此類。這些類金屬已為現代高科技電子產業的主要半導體材料。
「类金属」一词并没有明确的定义，這些元素外觀具有銀灰或灰色金屬光澤，和金屬化合形成合金（如AsCu、TeFe）類似金屬；然其化學性質則較接近於非金屬，它們的化合物多為共價化合物，少數為離子化合物。
类金属一般被认为拥有以下特性：
- 类金属通常产生两性的氧化物；
- 类金属通常是半导体（例如硼、矽、锗和砷）或半金属（例如锑、碲、釙和砈）。

大部份类金属的物理特性及化學特性都介於金属和非金属之間。类金属的外觀多半類似金屬，虽具有金属光泽，但只是弱的電導體，且延展性差，容易脆裂，不適合應用在結構上。在化學特性上，類金屬比較像弱的非金屬，可以和金屬形成互化物。
类金属及其化合物常用在合金、塑膠阻燃劑、玻璃、光儲存設備及半導體。硅和鍺的電子特性帶來了1950年代半導體產業以及1960年代固态电子器件的發展。

## 备注
1. ↑  类金属又译“半金属”[3][4]，但为了精确区别这类元素的性质，术语“半金属”对应的英语应为 semimetal 或 half-metal；前者在能带理论中，是指导带和价带之间相隔很窄的材料；后者在自旋电子学中，是指对于自旋为某一方向的电子表现为导体，但是对于自旋为另一方向的电子表现为半导体或绝缘体的材料，或详称“自旋半金属”[5]。